# Donald Wayne Foster
Donald Wayne Foster, född 1950, är en professor i engelska vid Vassar College i New York. 
Foster är känd för sitt arbete med flera verk bland de så kallade Shakespeares apokryfer genom textanalys. Han har också använt denna teknik i försök att avslöja olika okända författare till vissa samtida mycket kända texter. Eftersom flera av dessa har förekommit i brottsutredningar har Foster ibland kallats forensisk lingvist.